# Osella
Osella es un fabricante de automóviles de carreras y antiguo equipo de italiano de Fórmula 1. Fue fundado por Vicenzo Osella, que tenía su sede cerca de Turín, Italia. En este campeonato, participó desde 1980 a 1990, en un total de 172 Grandes Premios, sumando 5 puntos a lo largo de su historia. También ha fabricado vehículos deportivos de competición, principalmente para carreras de montaña, donde ha conseguido campeonatos italianos y europeos.

## Historia

### Inicios
Esta escudería comenzó su vida deportiva a mediados de los 60 compitiendo en carreras locales y nacionales para pasar tras un relativo éxito en Fórmula 2 en el año 1974. En 1980 a pesar de no destacar en competiciones más bajas hizo su entrada en Fórmula 1. La temporada debut fue disputada por un solo monoplaza, conducido por el estadounidense Eddie Cheever.
En 1981, Carlos Reutemann, el viernes de pruebas del Gran Premio de Bélgica en el Circuito de Zolder, atropelló accidentalmente a Giovanni Amadeo (mecánico de la escudería), quien falleció el lunes siguiente de la competencia debido a una fractura de cráneo. Al año siguiente, Jean-Pierre Jarier consiguió el mejor resultado del equipo, un cuarto lugar en Imola (donde solamente participaron doce autos). Esa misma temporada, el equipo sufrió otro golpe al fallecer en un trágico accidente en el Gran Premio de Canadá su piloto Riccardo Paletti (a días de cumplir los 24 años de vida).

### Llegada de Alfa Romeo
A mediados de la década de 1980, Osella contó con la ayuda de los motores y asistencia técnica de Alfa Romeo. Aunque esto ayudó al equipo, los motores Alfa Romeo no eran competitivos en esa época ya que solo consiguieron acabar cuartos en dos ocasiones. el Osella FA1F de 1984 se basó en el Alfa Romeo 183T, que se habían prestado al equipo para fines de «asistencia de diseño». 

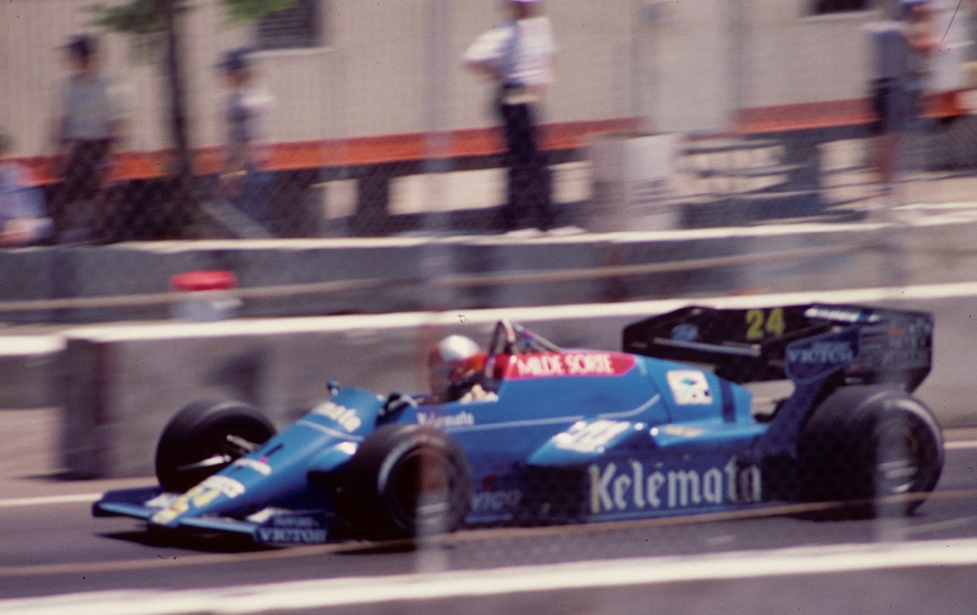
Osella FA1F siendo manejado por Piercarlo Ghinzani en Dallas.

Todos los siguientes modelos turbo de Osella hasta el FA1L de 1988  fueron basados en el modelo 183T. Para la temporada 1988, el equipo cambió el nombre del motor V8 Biturbo de Alfa Romeo por Osella V8 debido a que el Grupo Fiat había abandonado al modesto equipo, Esto duró hasta la prohibición de los motores turbo para la temporada siguiente.

### Retirada de Fórmula 1

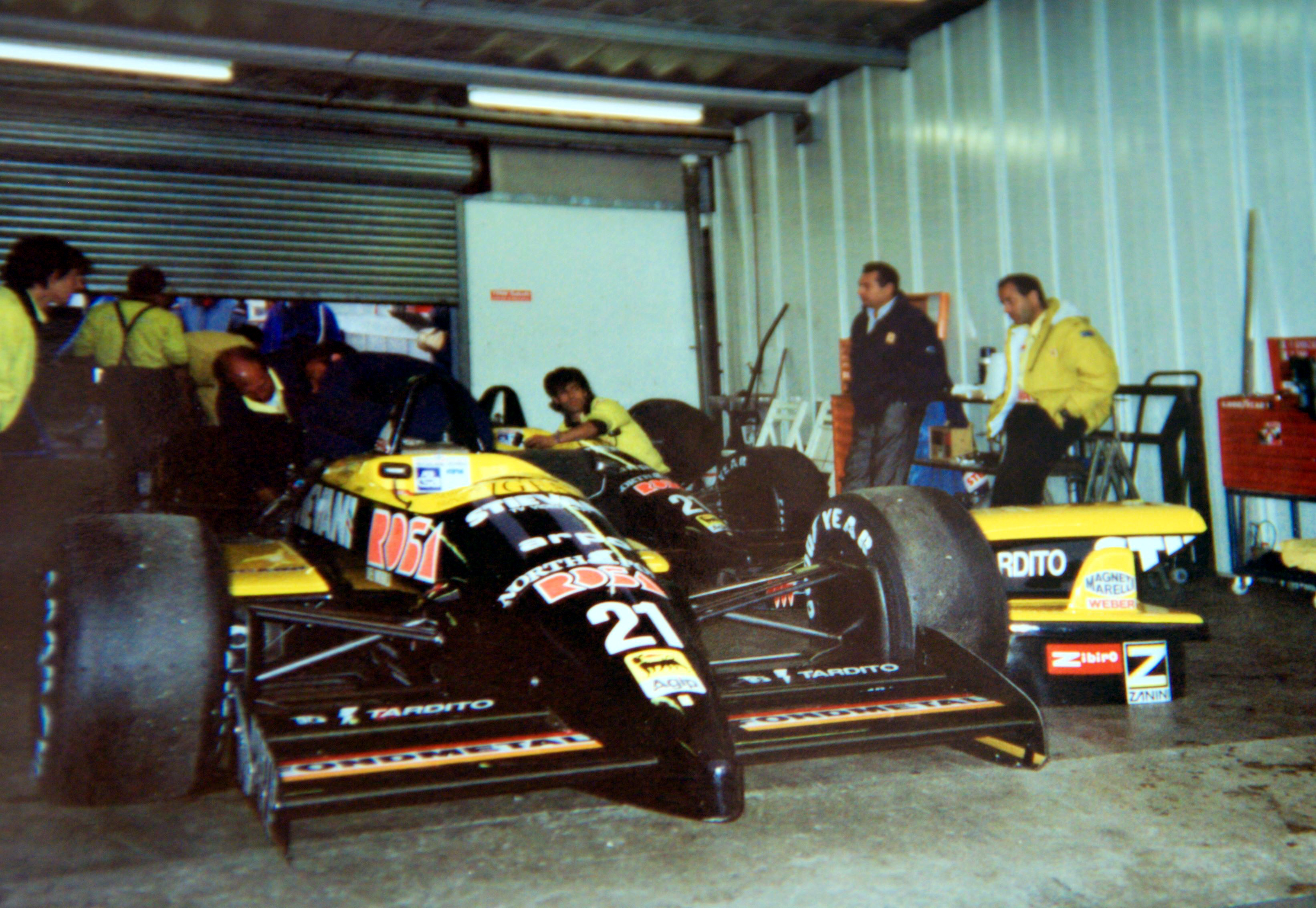
Boxes de Osella en 1988.

En 1990, después de diez años en el campeonato y al no encontrar patrocinio ninguno, Enzo Osella vendió acciones de su equipo como parte del patrocinio a la compañía Fondmetal de la cual era propietario el magnate Gabriel Rumi. Durante 1990, el equipo ingresó en un solo vehículo para el piloto francés Olivier Grouillard. A fines de 1990, Rumi se hizo cargo del resto del equipo y pasó a llamarse definitivalmente Fondmetal. Con esto terminó el paso de Osella por mundo de F1 después de 132 carreras largadas entre 1980 y 1990.
Después de abandonar la categoría, Osella se centró en donde mejor se destacaban, las carreras de autos deportivos. Durante sus años dentro de la Fórmula 1, el equipo nunca abandonó la construcción de autos deportivos; de hecho, este fue uno de los pocos proyectos que regularmente trajeron ingresos económicos al equipo. Algunos de esos prototipos incluso llegaron a la serie Can-Am, aunque sin mucho éxito.
Los autos deportivos de Osella fueron en éxito en las carreras de Hillclimb y en los campeonatos menores en los siguientes años hasta en la actualidad, destacando títulos obtenidos en los campeonatos de Italia y de Europa de Montaña.

## Resultados

### Fórmula 1
(Clave) (negrita indica pole position) (cursiva indica vuelta rápida)

| Año     | Chasis         | Motor                   | Neu. | N.º | Pilotos             | 1    | 2    | 3    | 4    | 5    | 6    | 7    | 8    | 9    | 10   | 11   | 12   | 13   | 14  | 15   | 16   | Puntos | Pos. |
| ------- | -------------- | ----------------------- | ---- | --- | ------------------- | ---- | ---- | ---- | ---- | ---- | ---- | ---- | ---- | ---- | ---- | ---- | ---- | ---- | --- | ---- | ---- | ------ | ---- |
| 1980    | FA1            | Cosworth DFV 3.0 V8     | G    |     |                     | ARG  | BRA  | RSA  | USW  | BEL  | MON  | FRA  | GBR  | GER  | AUT  | NED  | ITA  | CAN  | USA |      |      | NC     | 0    |
| 1980    | FA1            | Cosworth DFV 3.0 V8     | G    | 31  | Eddie Cheever       | DNQ  | DNQ  | Ret  | Ret  | DNQ  | DNQ  | Ret  | Ret  | Ret  | Ret  | Ret  | 12   | Ret  | Ret |      |      | NC     | 0    |
| 1981    | FA1B FA1C      | Cosworth DFV 3.0 V8     | M    |     |                     | USW  | BRA  | ARG  | SMR  | BEL  | MON  | ESP  | FRA  | GBR  | GER  | AUT  | NED  | ITA  | CAN | LVG  |      | NC     | 0    |
| 1981    | FA1B FA1C      | Cosworth DFV 3.0 V8     | M    | 31  | Beppe Gabbiani      | Ret  | DNQ  | DNQ  | Ret  | Ret  | DNQ  | DNQ  | DNQ  | DNQ  | DNQ  | DNQ  | DNQ  | DNQ  | DNQ | DNQ  |      | NC     | 0    |
| 1981    | FA1B FA1C      | Cosworth DFV 3.0 V8     | M    | 32  | Miguel Ángel Guerra | DNQ  | DNQ  | DNQ  | Ret  |      |      |      | DNP  |      |      |      |      |      |     |      |      | NC     | 0    |
| 1981    | FA1B FA1C      | Cosworth DFV 3.0 V8     | M    | 32  | Piercarlo Ghinzani  |      |      |      |      | 13   | DNQ  |      |      |      |      |      |      |      |     |      |      | NC     | 0    |
| 1981    | FA1B FA1C      | Cosworth DFV 3.0 V8     | M    | 32  | Giorgio Francia     |      |      |      |      |      |      | DNQ  |      |      |      |      |      |      |     |      |      | NC     | 0    |
| 1981    | FA1B FA1C      | Cosworth DFV 3.0 V8     | M    | 32  | Jean-Pierre Jarier  |      |      |      |      |      |      |      |      | 8    | 8    | 10   | Ret  | 9    | Ret | Ret  |      | NC     | 0    |
| 1982    | FA1C           | Cosworth DFV 3.0 V8     | P    |     |                     | RSA  | BRA  | USW  | SMR  | BEL  | MON  | USE  | CAN  | NED  | GBR  | FRA  | GER  | AUT  | SUI | ITA  | LVG  | 12.º   | 3    |
| 1982    | FA1C           | Cosworth DFV 3.0 V8     | P    | 31  | Jean-Pierre Jarier  | Ret  | 9    | Ret  | 4    | Ret  | DNQ  | Ret  | Ret  | 14   | Ret  | Ret  | Ret  | DNQ  | Ret | Ret  | DNS  | 12.º   | 3    |
| 1982    | FA1C           | Cosworth DFV 3.0 V8     | P    | 32  | Riccardo Paletti    | DNQ  | DNPQ | DNQ  | Ret  | DNPQ | DNPQ | DNS  | Ret  |      |      |      |      |      |     |      |      | 12.º   | 3    |
| 1982    | FA1C           | Cosworth DFV 3.0 V8     | P    | 32  | Johnny Cecotto      |      |      |      |      |      |      |      |      |      |      |      |      |      |     | DNP  |      | 12.º   | 3    |
| 1983    | FA1D           | Cosworth DFV 3.0 V8     | M    |     |                     | BRA  | USW  | FRA  | SMR  | MON  | BEL  | USE  | CAN  | GBR  | GER  | AUT  | NED  | ITA  | EUR | RSA  |      | NC     | 0    |
| 1983    | FA1D           | Cosworth DFV 3.0 V8     | M    | 31  | Corrado Fabi        | Ret  | DNQ  | Ret  | Ret  | DNQ  | Ret  | DNQ  | Ret  |      |      |      |      |      |     |      |      | NC     | 0    |
| 1983    | FA1D           | Cosworth DFV 3.0 V8     | M    | 32  | Piercarlo Ghinzani  | DNQ  | DNQ  | DNQ  |      |      |      |      |      |      |      |      |      |      |     |      |      | NC     | 0    |
| 1983    | FA1E           | Alfa Romeo 1260 3.0 V12 | M    | 31  | Corrado Fabi        |      |      |      |      |      |      |      |      | DNQ  | DNQ  | 10   | 11   | Ret  | DNQ | Ret  |      | NC     | 0    |
| 1983    | FA1E           | Alfa Romeo 1260 3.0 V12 | M    | 32  | Piercarlo Ghinzani  |      |      |      | DNQ  | DNQ  | DNQ  | Ret  | DNQ  | Ret  | Ret  | 11   | DNQ  | Ret  | Ret | Ret  |      | NC     | 0    |
| 1984    | FA1F           | Alfa Romeo 890T 1.5 V8t | P    |     |                     | BRA  | RSA  | BEL  | SMR  | FRA  | MON  | CAN  | USE  | USW  | GBR  | GER  | AUT  | NED  | ITA | EUR  | POR  | 12.º   | 2    |
| 1984    | FA1F           | Alfa Romeo 890T 1.5 V8t | P    | 24  | Piercarlo Ghinzani  | Ret  | DNS  | Ret  | DNQ  | 12   | 7    | Ret  | Ret  | 5    | 9    | Ret  | Ret  | Ret  | 7   | Ret  | Ret  | 12.º   | 2    |
| 1984    | FA1F           | Alfa Romeo 890T 1.5 V8t | P    | 30  | Jo Gartner          |      |      |      |      |      |      |      |      |      | Ret  | Ret  | Ret  | 12   | 5≠  | Ret  | 16   | 12.º   | 2    |
| 1984    | FA1E           | Alfa Romeo 1260 3.0 V12 | P    | 30  | Jo Gartner          |      |      |      | Ret  | DNP  |      |      |      |      |      |      |      |      |     |      |      | 12.º   | 2    |
| 1985    | FA1F FA1G      | Alfa Romeo 890T 1.5 V8t | P    |     |                     | BRA  | POR  | SMR  | MON  | CAN  | USE  | FRA  | GBR  | GER  | AUT  | NED  | ITA  | BEL  | EUR | RSA  | AUS  | NC     | 0    |
| 1985    | FA1F FA1G      | Alfa Romeo 890T 1.5 V8t | P    | 24  | Piercarlo Ghinzani  | 12   | 9    | NC   | DNQ  | Ret  | Ret  | 15   | Ret  |      |      |      |      |      |     |      |      | NC     | 0    |
| 1985    | FA1F FA1G      | Alfa Romeo 890T 1.5 V8t | P    | 24  | Huub Rothengatter   |      |      |      |      |      |      |      |      | Ret  | 9    | NC   | Ret  | NC   | DNQ | Ret  | 7    | NC     | 0    |
| 1986    | FA1G FA1F FA1H | Alfa Romeo 890T 1.5 V8t | P    |     |                     | BRA  | ESP  | SMR  | MON  | BEL  | CAN  | USA  | FRA  | GBR  | GER  | HUN  | AUT  | ITA  | POR | MEX  | AUS  | NC     | 0    |
| 1986    | FA1G FA1F FA1H | Alfa Romeo 890T 1.5 V8t | P    | 21  | Piercarlo Ghinzani  | Ret  | Ret  | Ret  | DNQ  | Ret  | Ret  | Ret  | Ret  | Ret  | Ret  | Ret  | 11   | Ret  | Ret | Ret  | Ret  | NC     | 0    |
| 1986    | FA1G FA1F FA1H | Alfa Romeo 890T 1.5 V8t | P    | 22  | Christian Danner    | Ret  | Ret  | Ret  | DNQ  | Ret  | Ret  |      |      |      |      |      |      |      |     |      |      | NC     | 0    |
| 1986    | FA1G FA1F FA1H | Alfa Romeo 890T 1.5 V8t | P    | 22  | Allen Berg          |      |      |      |      |      |      | Ret  | Ret  | Ret  | 12   | Ret  | Ret  |      | 13  | 16   | NC   | NC     | 0    |
| 1986    | FA1G FA1F FA1H | Alfa Romeo 890T 1.5 V8t | P    | 22  | Alex Caffi          |      |      |      |      |      |      |      |      |      |      |      |      | NC   |     |      |      | NC     | 0    |
| 1987    | FA1I           | Alfa Romeo 890T 1.5 V8t | G    |     |                     | BRA  | SMR  | BEL  | MON  | USA  | FRA  | GBR  | GER  | HUN  | AUT  | ITA  | POR  | ESP  | MEX | JPN  | AUS  | NC     | 0    |
| 1987    | FA1I           | Alfa Romeo 890T 1.5 V8t | G    | 21  | Alex Caffi          | Ret  | 12   | Ret  | Ret  | Ret  | Ret  | Ret  | Ret  | Ret  | Ret  | Ret  | Ret  | DNQ  | Ret | Ret  | DNQ  | NC     | 0    |
| 1987    | FA1I           | Alfa Romeo 890T 1.5 V8t | G    | 22  | Gabriele Tarquini   |      | Ret  |      |      |      |      |      |      |      |      |      |      |      |     |      |      | NC     | 0    |
| 1987    | FA1I           | Alfa Romeo 890T 1.5 V8t | G    | 22  | Franco Forini       |      |      |      |      |      |      |      |      |      |      | Ret  | Ret  | DNQ  |     |      |      | NC     | 0    |
| 1988    | FA1I FA1L      | 890T 1.5 V8t            | G    |     |                     | BRA  | SMR  | MON  | MEX  | CAN  | USA  | FRA  | GBR  | GER  | HUN  | BEL  | ITA  | POR  | ESP | JPN  | AUS  | NC     | 0    |
| 1988    | FA1I FA1L      | 890T 1.5 V8t            | G    | 21  | Nicola Larini       | DNQ  | EX   | 9    | DNQ  | DNQ  | Ret  | Ret  | 19   | Ret  | DNPQ | Ret  | Ret  | 12   | Ret | Ret  | DNPQ | NC     | 0    |
| 1989    | FA1M           | Cosworth DFR 3.5 V8     | P    |     |                     | BRA  | SMR  | MON  | MEX  | USA  | CAN  | FRA  | GBR  | GER  | HUN  | BEL  | ITA  | POR  | ESP | JPN  | AUS  | NC     | 0    |
| 1989    | FA1M           | Cosworth DFR 3.5 V8     | P    | 17  | Nicola Larini       | DSQ  | 12   | DNPQ | DNPQ | DNPQ | Ret  | DNPQ | Ret  | DNPQ | DNPQ | DNPQ | Ret  | DNPQ | Ret | Ret  | Ret  | NC     | 0    |
| 1989    | FA1M           | Cosworth DFR 3.5 V8     | P    | 18  | Piercarlo Ghinzani  | DNPQ | DNPQ | DNPQ | DNPQ | DNPQ | DNPQ | DNPQ | DNPQ | DNPQ | Ret  | DNPQ | DNPQ | DNPQ | Ret | DNPQ | Ret  | NC     | 0    |
| 1990    | FA1M-E         | Cosworth DFR 3.5 V8     | P    |     |                     | USA  | BRA  | SMR  | MON  | CAN  | MEX  | FRA  | GBR  | GER  | HUN  | BEL  | ITA  | POR  | ESP | JPN  | AUS  | NC     | 0    |
| 1990    | FA1M-E         | Cosworth DFR 3.5 V8     | P    | 14  | Olivier Grouillard  | Ret  | Ret  | Ret  | DNQ  | 13   | 19   | DNPQ | DNQ  | DNQ  | DNPQ | 16   | Ret  | DNQ  | Ret | DNQ  | 13   | NC     | 0    |
| Fuente: |                |                         |      |     |                     |      |      |      |      |      |      |      |      |      |      |      |      |      |     |      |      |        |      |